# Пашков, Василий Александрович (1764)
Васи́лий Алекса́ндрович Пашко́в (1764—1838) — генерал-майор и обер-егермейстер из рода Пашковых. Отец А. В. Пашкова, дед Н. В. Левашова.

## Происхождение
Происходил в 5-м колене от воеводы Афанасия Пашкова. Сын коллежского асессора Александра Ильича Пашкова (1734—1809) от брака его с дочерью известного богача и заводчика И. С. Мясникова — Дарьей Ивановной (1743—1808), доставившей своему мужу колоссальное богатство (она получила после отца 19000 душ крестьян и 4 богатейших завода). 
В конце XVIII века Александр Ильич унаследовал от своего троюродного брата обширное домовладение на Моховой улице — т. н. Пашков дом. Вслед за тем начал рядом строительство «второго Пашкова дома» (ныне журфак МГУ).

## Биография
Девяти лет от роду записан в лейб-гвардии Преображенский полк; будучи сержантом (с 12 марта 1780 г.), он 23 декабря 1786 г. перешёл вахмистром в Конный лейб-гвардии полк, в котором 1 января 1788 г. получил чин корнета, в следующем — подпоручика и в 1790 г. — поручика.

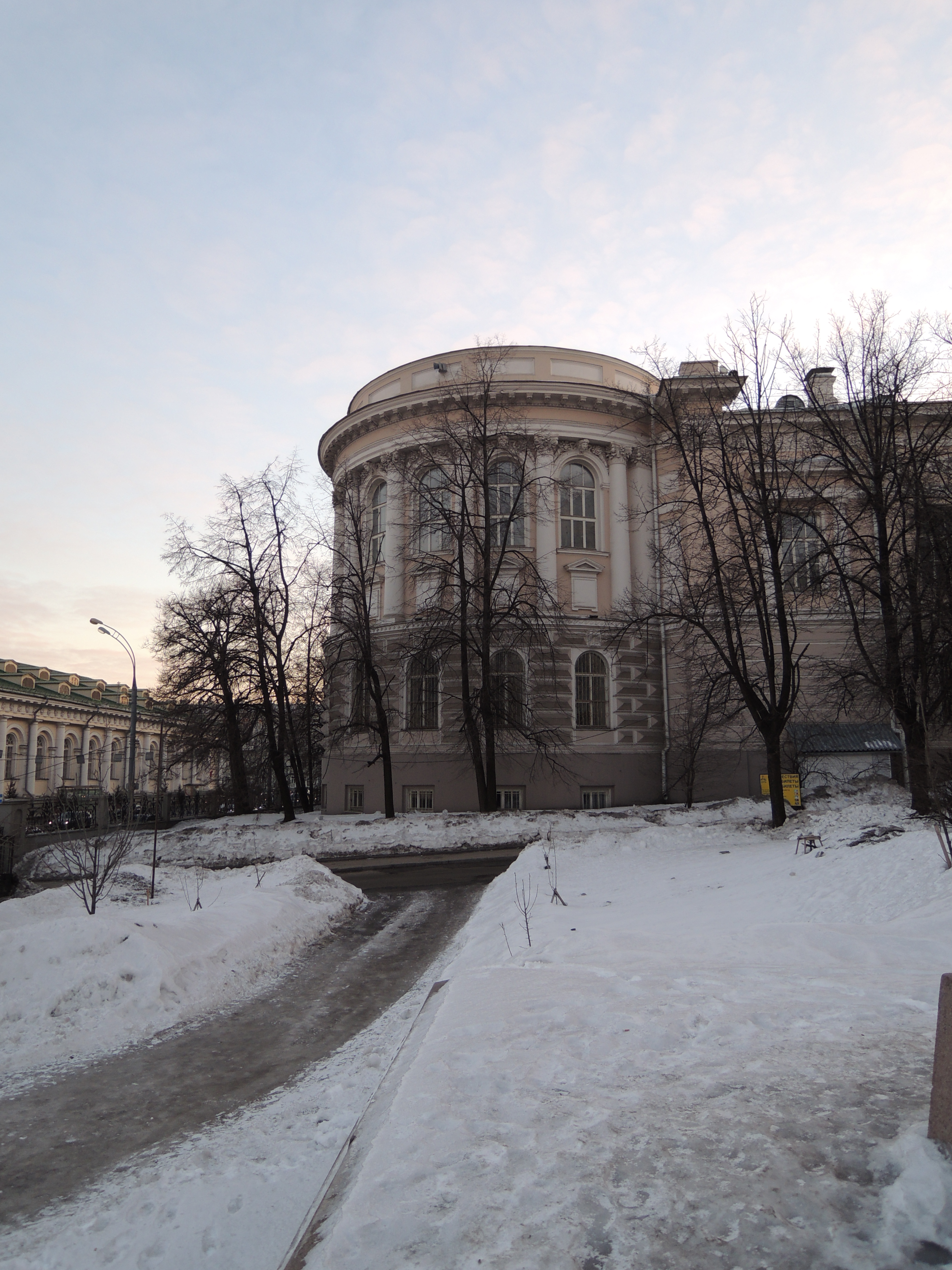
Усадьба Пашкова напротив Манежа (новое здание МГУ на Моховой)

В 1789 г. он в качестве волонтёра участвовал в походе в Финляндию, а 17 марта 1792 г. был назначен генеральс-адъютантом к гр. Салтыкову и уже в следующем, 1793 году (18 февраля), был произведён в подполковники. В 1795 году, 17 января, был назначен контролером в Счётную экспедицию Военной коллегии, а 8 ноября 1798 г. вышел в отставку с чином генерал-майора. 
Спустя 5 лет, 16 ноября 1803 г. он снова был принят в службу членом Военной коллегии, 12 января 1806 г. был перемещён в генерал-аудиториат, а 4 марта 1810 г. опять вышел в отставку. В следующем году он был назначен 2-м егермейстером Двора Его Величества, 1 июля 1817 г. — обер-гофмаршалом, а 12 декабря 1819 г. — 2-м обер-егермейстером и был в этом звании до самой своей смерти. 
31 октября 1821 г. был назначен членом Государственного совета, а 22 января 1825 г. ему повелено было занять пост председателя в Департаменте законов; в этом звании он пробыл до 22 декабря 1828 г., когда был уволен от всех занятий председателя, а 5 апреля 1830 года получил орден Святого Андрея Первозванного; 5 января 1831 г. снова назначен на ту же должность; занимая её, он умер 2 (14) января 1838 года, будучи членом учрежденных при Воспитательном обществе благородных девиц и училище ордена Святой Екатерины Советов; похоронен в Москве, в Новодевичьем монастыре.

## Семья

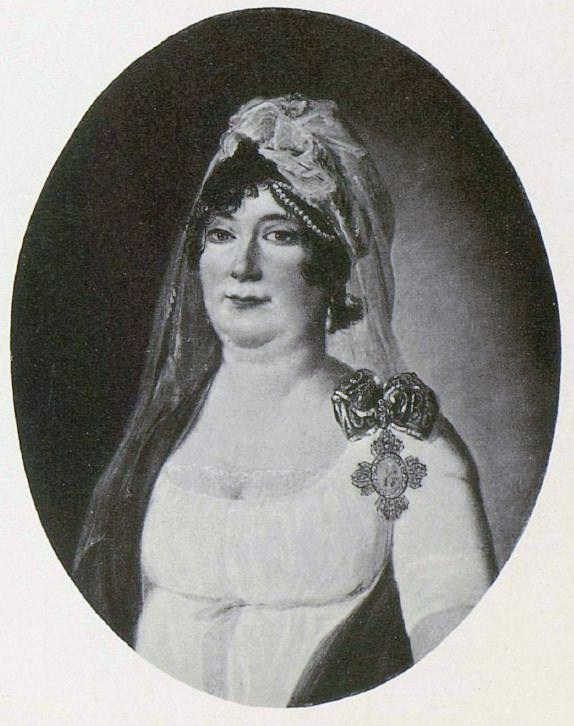
Екатерина Александровна

Жена (с 21 августа 1790 года) — графиня Екатерина Александровна Толстая (24.01.1768—24.12.1835), дочь ротмистра Конной гвардии графа Александра Петровича Толстого (1719—1792) от его брака с Евдокией Львовной Измайловой (1731—1794), родная сестра известного графа Петра Александровича, посла в Париже при Наполеоне, и не менее известного любимого Александром I обер-гофмаршала графа Николая Александровича. Благодаря близости ко двору, влиятельному родству и собственной энергии, мадам Пашкова пользовалась большим весом в обществе, с 9 февраля 1816 года была кавалерственной дамой ордена св. Екатерины малого креста, 21 апреля 1828 года — назначена статс-дамой Её Величества и немало способствовала карьере своего мужа. Князь П. В. Долгоруков писал о ней, как о женщине «мужеподобной и заносчивой, которая была вкрадчивой с теми, кто мог быть ей полезен, и грубой со всеми остальными». Умерла в Петербурге от нервического удара, похоронена рядом с мужем. Имела детей:
- Александр Васильевич (01.01.1792—1868), генерал-майор.
- Татьяна Васильевна (08.08.1793—1875), статс-дама, с 1814 года жена князя И. В. Васильчикова (1777—1847).
- Анна Васильевна (08.07.1794[4]— ?), родилась в Петербурге, крещена 10 июля 1794 года в церкви Входа Господня во Иерусалим, что у Лигова канала, при восприемстве графини Александры Дмитриевны Толстой.
- Николай Васильевич (25.06.1795[5]— ?), родился в Петербурге, крещен 30 июня 1795 года в церкви Входа Господня во Иерусалим при восприемстве графа Н. А. Толстого и Н. П. Юшковой.
- Евдокия Васильевна (1797—1868), кавалерственная дама и статс-дама; с 1824 года жена графа В. В. Левашова (1783—1848).
- Екатерина Васильевна (28.05.1798[6]— ?), родилась в Петербурге, крещена 30 мая 1798 года в церкви Входа Господня во Иерусалим, что у Лигова канала, при восприемстве Е. И. Козицкой.
- Михаил Васильевич (1802—1863), генерал-лейтенант, женат на фрейлине Марии Трофимовне Барановой (1807—1887), дочери статс-дамы Ю. Ф. Барановой.
- Иван Васильевич (1805—09.12.1869[7]), штабс-ротмистр лейб-гвардии Гусарского полка, умер от подагры.
- Елизавета Васильевна (1809—1890), с 1831 года замужем за министром юстиции Д. В. Дашковым.

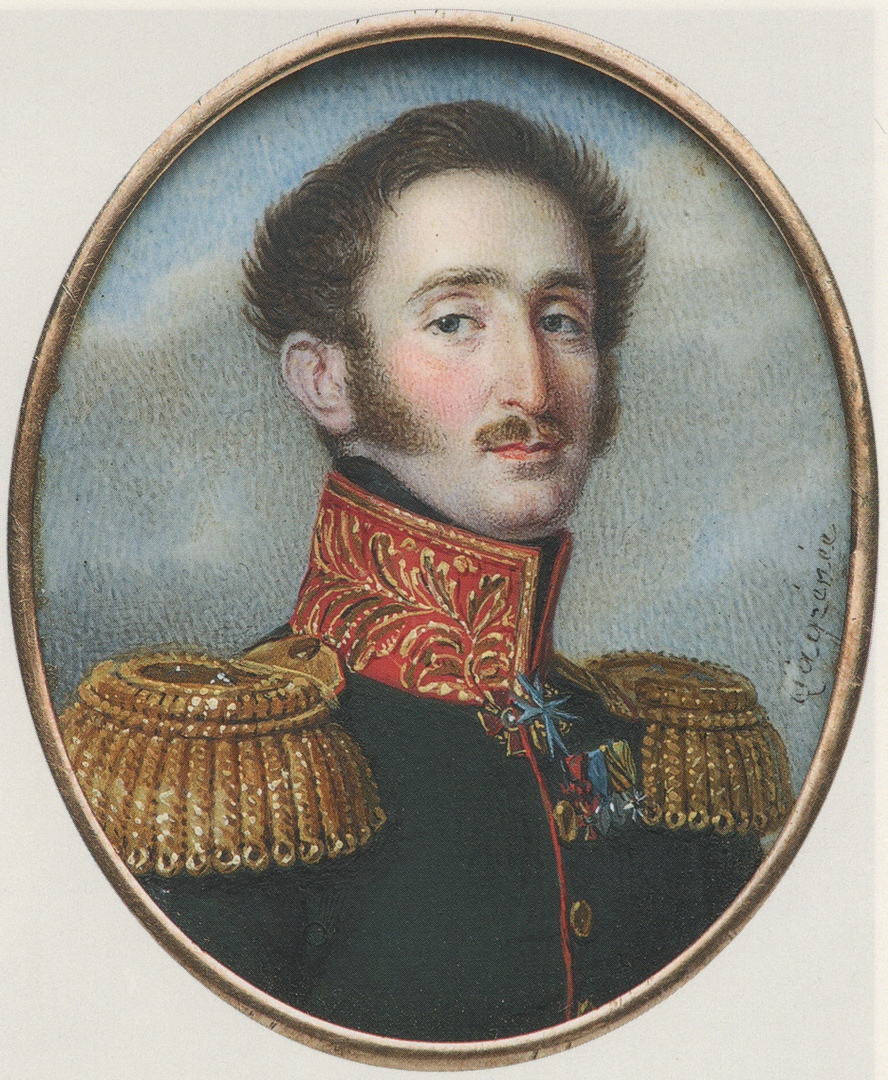
Александр Васильевич сын
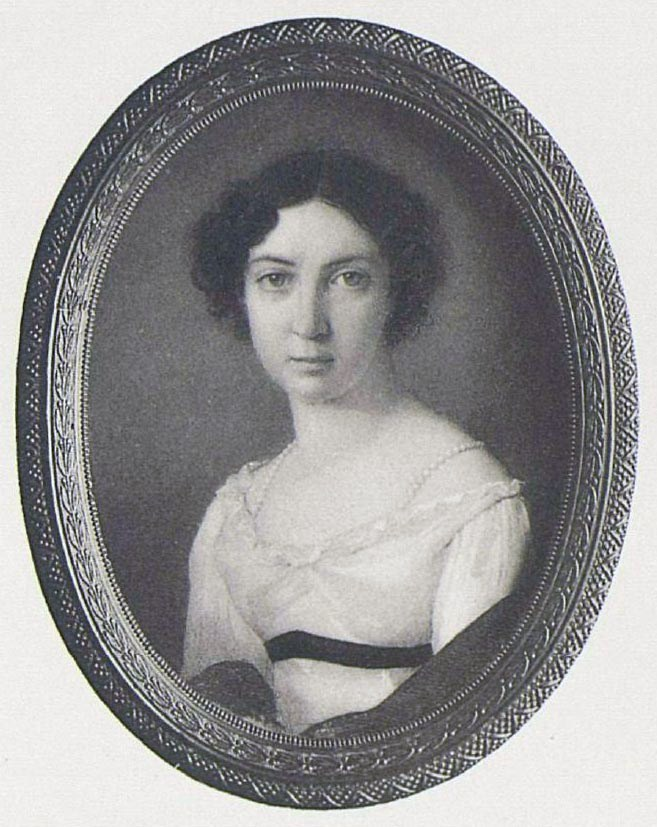
Татьяна Васильевна дочь
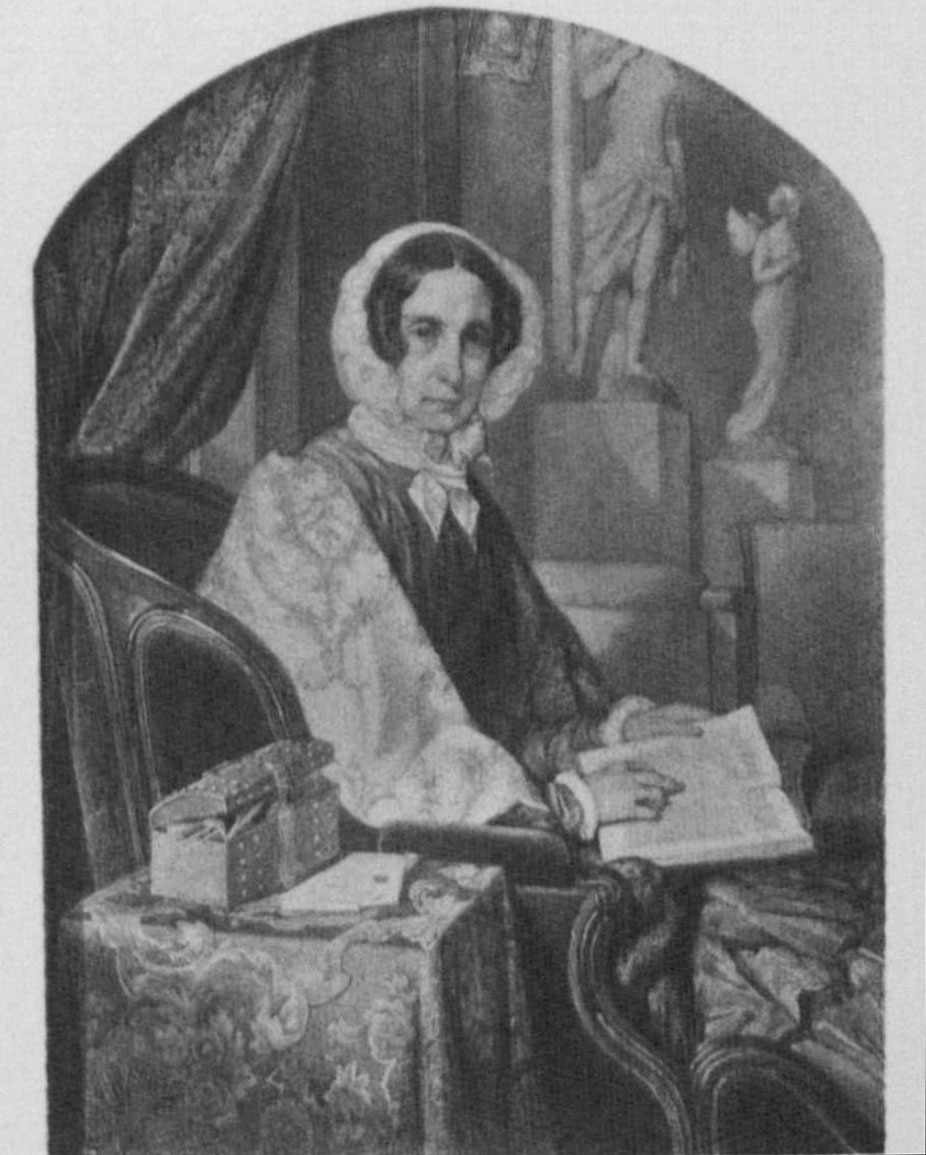
Евдокия Васильевна дочь
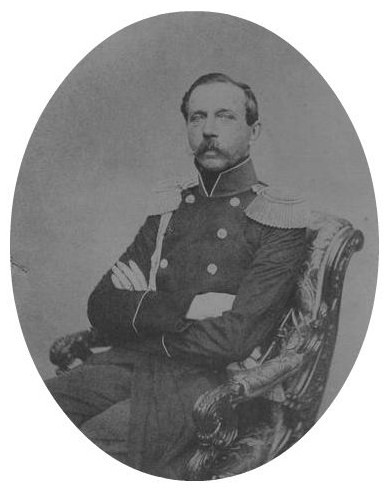
Михаил Васильевич, сын
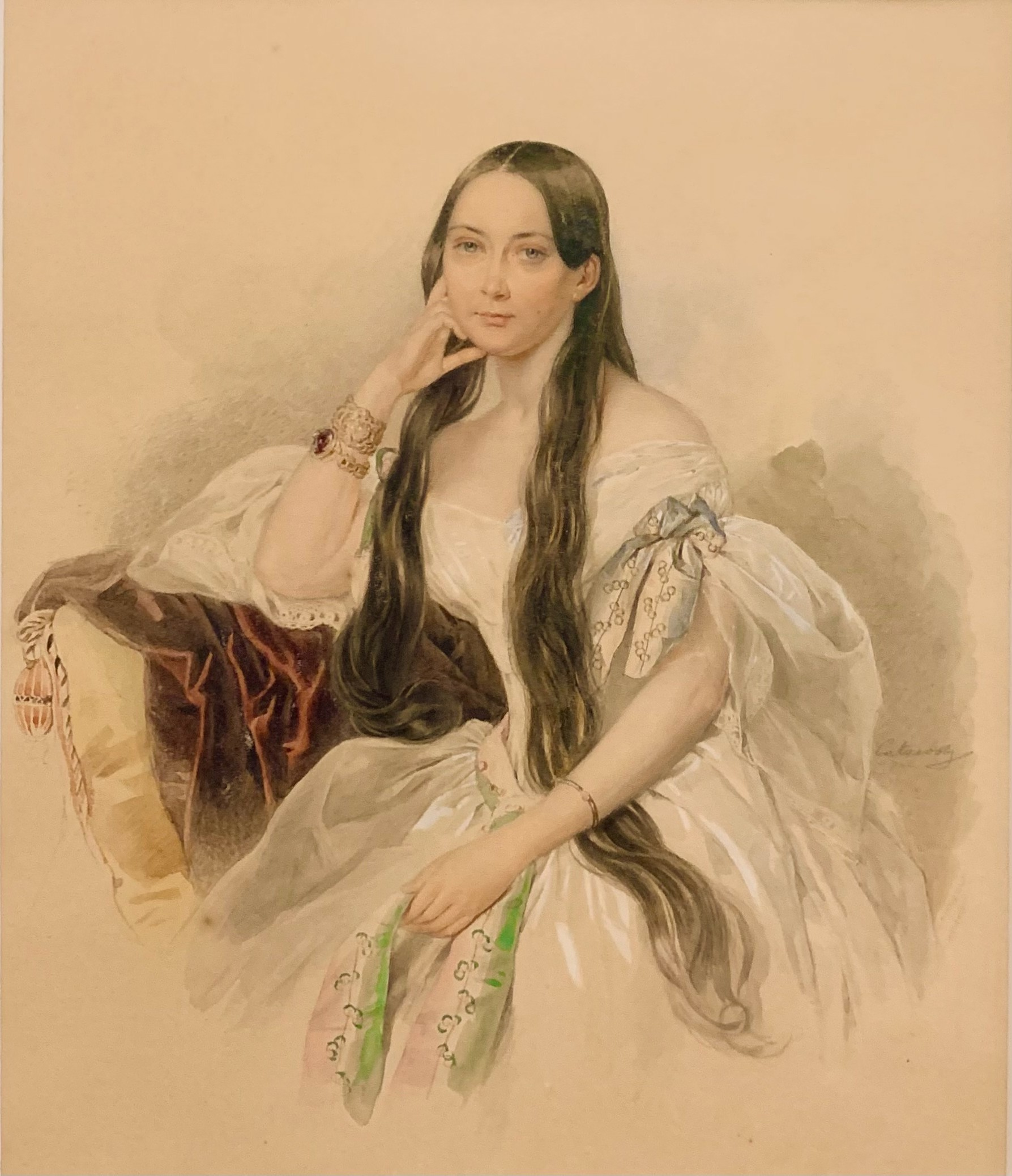
Мария Трофимовна, невестка

## Награды
- Орден Святой Анны 1-й степени (05.07.1807)
- Орден Святого Владимира 3-й степени (05.04.1808)
- Орден Святого Александра Невского (22.08.1826)
- Орден Святого Андрея Первозванного (05.04.1830)

## Источник
- Пашков, Василий Александрович // Русский биографический словарь : в 25 томах. — СПб.—М., 1896—1918.